# سوجو

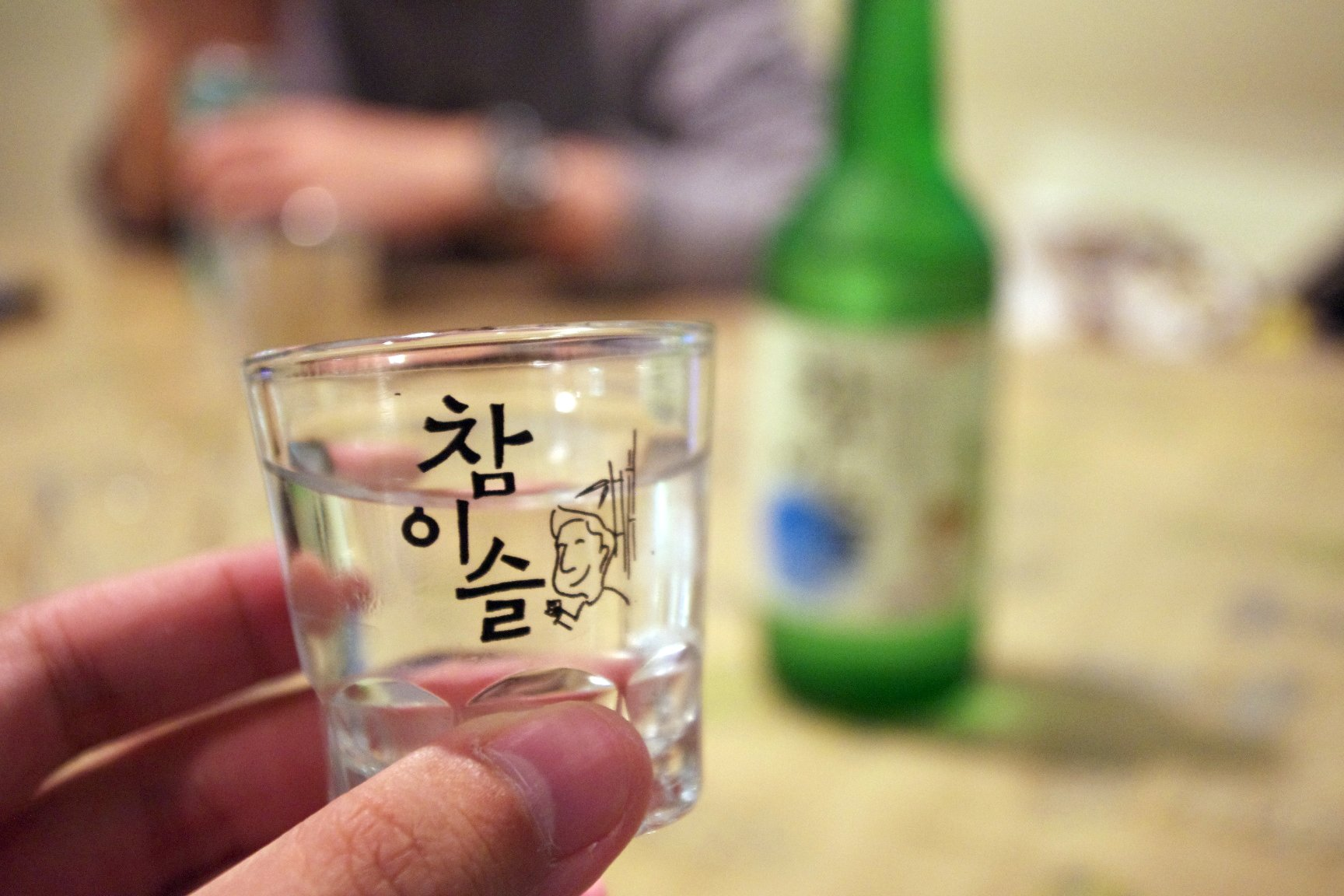
یک لیوان از سوجو

سوجو (به کره‌ای: 소주)، یک نوشیدنی تقطیری کره‌ای است که طعم نزدیکی به ودکا دارد. هرچند طعم آن به‌واسطۀ افزودن شکر در مراحل تهیه شیرین‌تر است. سوجو به‌طور سنتی از برنج تهیه می‌شود، اما امروزه بیشتر تولیدکنندگان آن در کنار برنج، سوجو را با گندم، جو و سیب‌زمینی نیز تولید می‌کنند. میزان الکل موجود در سوجو بین ۱۸٫۵٪ تا ۴۵٪ است.